# Apaegocera
Apaegocera is een geslacht van vlinders van de familie Uilen (Noctuidae), uit de onderfamilie Agaristinae.

## Soorten
- A. argyrogramma Hampson, 1905
- A. aurantipennis Hampson, 1912
- A. joiceyi Hulstaert, 1923